# Cichan Kisialou
Cichan Jakaulewicz Kisialou (ros. Тихон Яковлевич Киселёв; ur. 30 lipca?/12 sierpnia 1917 w Aharodni-Kuźminickiej w guberni homelskiej, zm. 11 stycznia 1983 w Mińsku) – białoruski działacz komunistyczny, I sekretarz KPB w latach 1980–1983, Bohater Pracy Socjalistycznej (1977).

## Życiorys
W 1936 roku rozpoczął pracę pedagoga w rejonie jelskim Białoruskiej SRR. Pięć lat później ukończył studia w Instytucie Pedagogicznym w Homlu. W czasie II wojny światowej pracował jako dyrektor szkoły obwodzie stalinogradzkim.
W 1940 roku wstąpił do WKP(b). Cztery lata później został instruktorem komitetu obwodowego w Homlu. W 1946 roku objął funkcję przewodniczącego grupy lektorskiej komitetu obwodowego KPB w Brześciu. Od 1952 roku pełnił urząd I sekretarza komitetu obwodowego w Brześciu oraz członka KC KPB, a od lipca 1956 roku był II sekretarzem KC KPB. W 1961 roku po raz pierwszy zasiadł w KC KPZR.
W 1951 roku wszedł w skład Rady Najwyższej Białoruskiej SRR. W 1954 roku został mianowany deputowanym Rady Najwyższej ZSRR – w latach 1958–1962 był wiceprzewodniczącym Izby Narodowości Rady.
W 1959 roku objął stanowisko premiera Białoruskiej SRR, które sprawował do 1978 roku. Z racji piastowania funkcji szefa rządu wziął w 1967 roku udział w V nadzwyczajnej sesji Zgromadzenia Ogólnego ONZ jako przedstawiciel Białorusi. Od 1978 roku do 1980 roku był wicepremierem ZSRR.
W październiku 1980 roku stanął na czele Komunistycznej Partii Białorusi jako jej I sekretarz. Od 1981 roku zasiadał w Prezydiach Rady Najwyższej Białoruskiej SRR oraz ZSRR.

## Odznaczenia
- Bohater Pracy Socjalistycznej (1977)
- Order Lenina (pięciokrotnie)
- Order Rewolucji Październikowej
- Order „Znak Honoru”